# Cragganmore

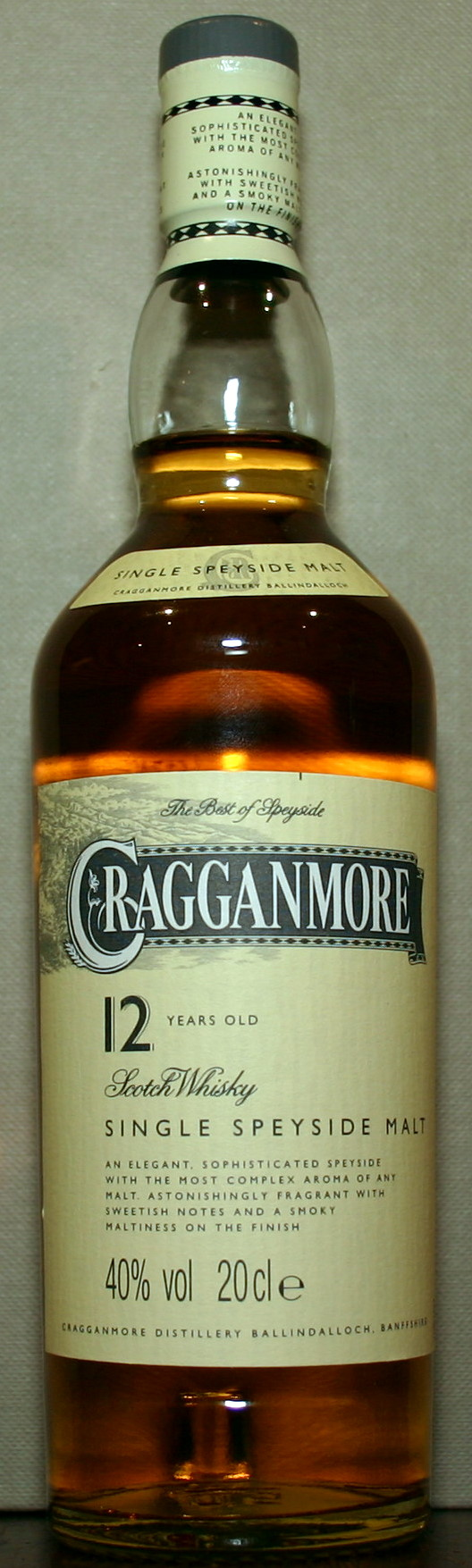
Cragganmore 12 jaar oud

Cragganmore is een Schotse single malt whisky, gebotteld in de gelijknamige distilleerderij.
Cragganmore Distillery werd in 1869 door John Smith opgericht in het dorp Ballindalloch, tussen Tomintoul en Dufftown. Smith koos deze locatie vanwege de nabijheid van een beekje, de Craggan burn, en de Strathspey Railway. John Smith was al een ervaren distilleerder voordat hij de start maakte met Cragganmore. Hij werkte voor die tijd als bedrijfsleider bij de Macallan, The Glenlivet, Glenfarclas en Wishaw distilleerderijen.

## De whisky
12 year old Cragganmore staat bekend om zijn eigen geur, die enige gewenning vergt. Deze geur is te omschrijven als een samenstelling van citrus, kruiden, tabak, turf en zelfs jodium. De 14 year old Cragganmore Distiller's Edition wordt gerijpt in portvaten, die de whisky een wat zoetere geur geven.
Cragganmore is als vertegenwoordiger van de Speyside single malts opgenomen in de Classic Malts of Scotland-serie.